# غار درونه
غار درونه نام غاری طبیعی می‌باشد که در سدهٔ ۶ تا ۸ هجری قمری مسکونی بوده است و در شهرستان بردسکن، بخش انابد، دهستان درونه، ۱۴ کیلومتری غرب روستای درونه واقع شده و این اثر در تاریخ ۲۴ آبان ۱۳۸۵ با شمارهٔ ثبت ۱۶۳۲۹ به‌عنوان یکی از آثار ملی ایران به ثبت رسیده است. از ویژگی‌های طبیعی این غار می‌توان به چکیده‌سنگ‌ها و چکنده‌سنگ‌ها اشاره نمود.

## نگارخانه

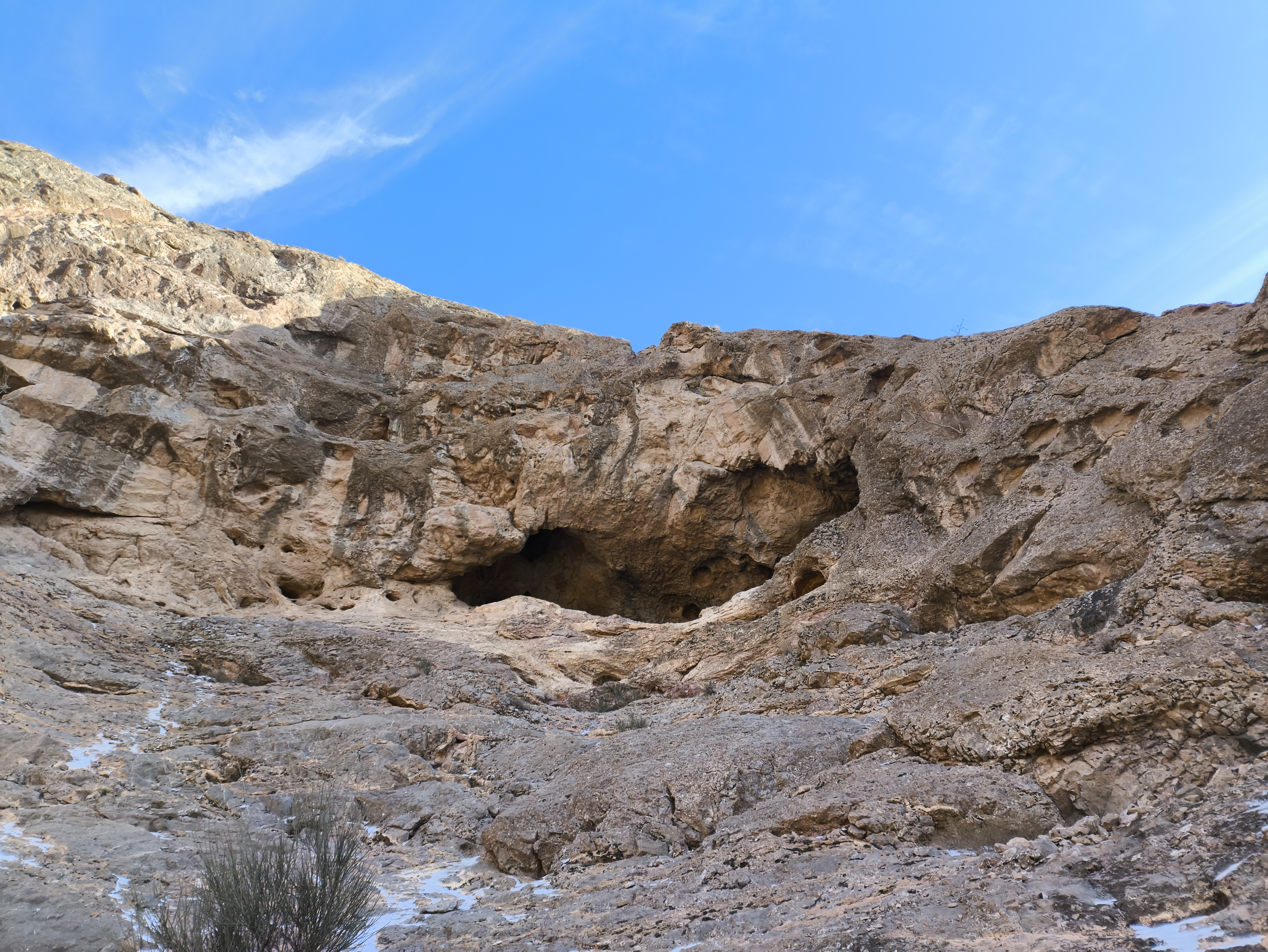
نمایی از غار درونه
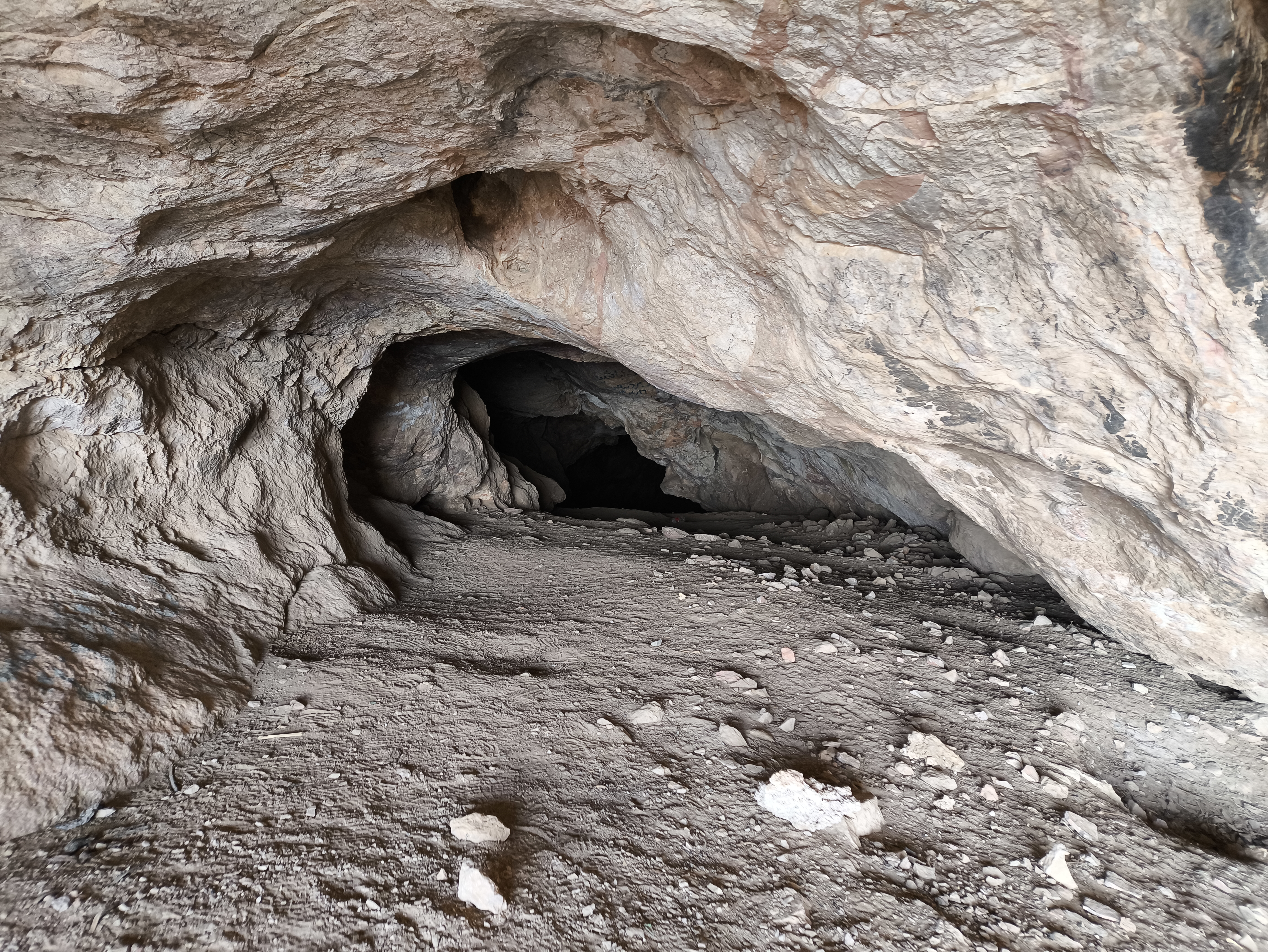
نمایی از غار درونه
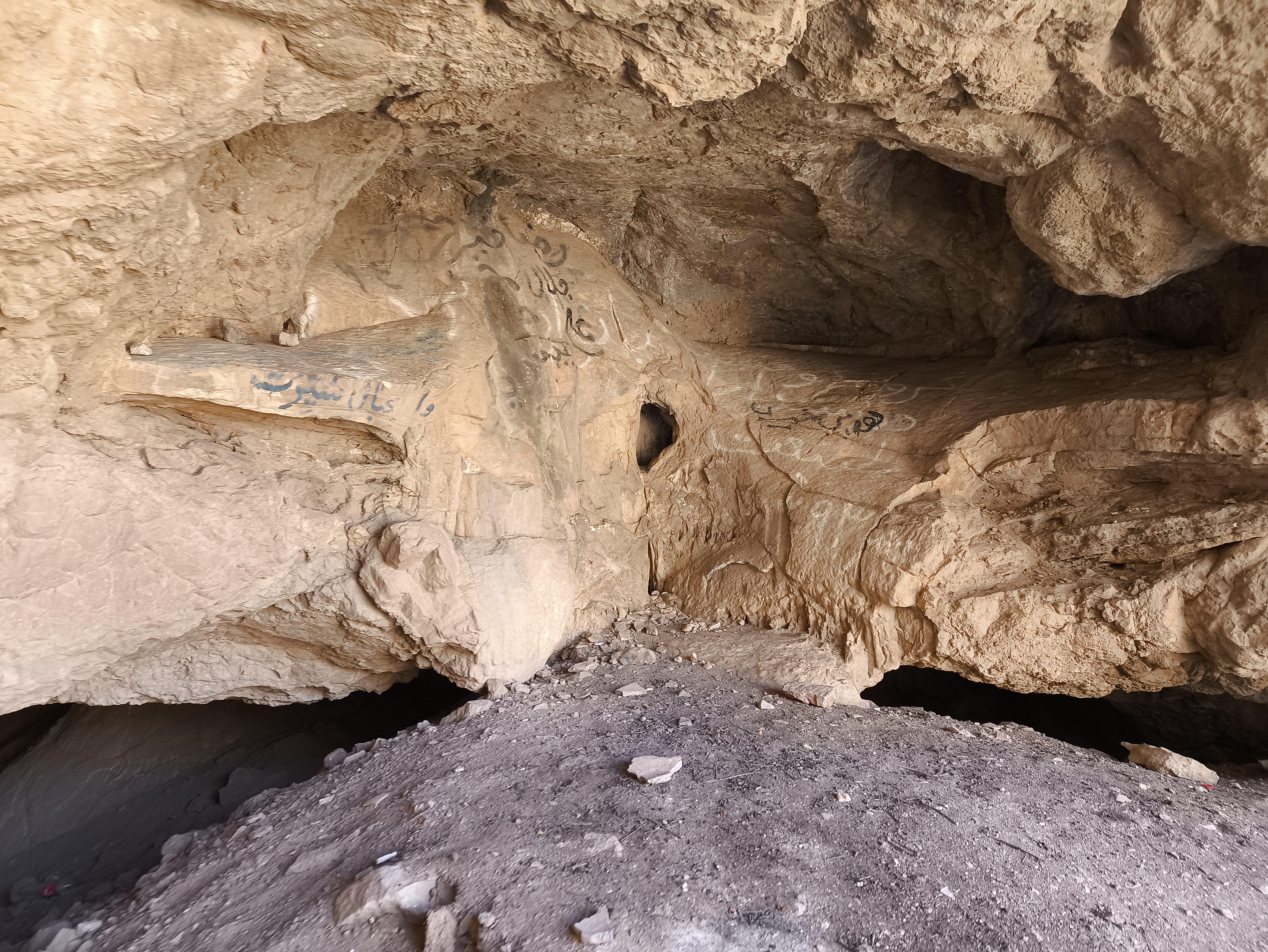
نمایی از غار درونه
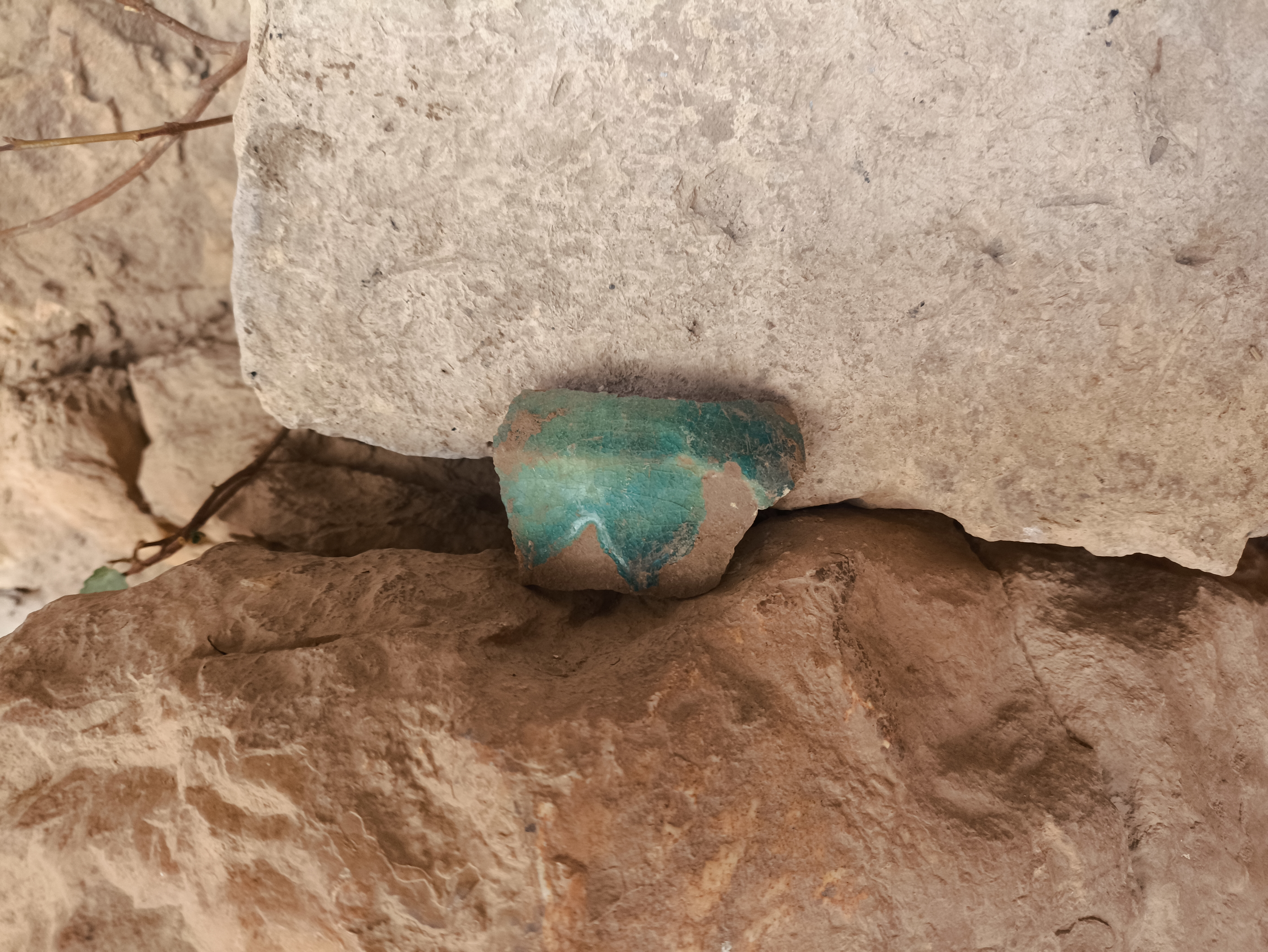
نمایی از غار درونه
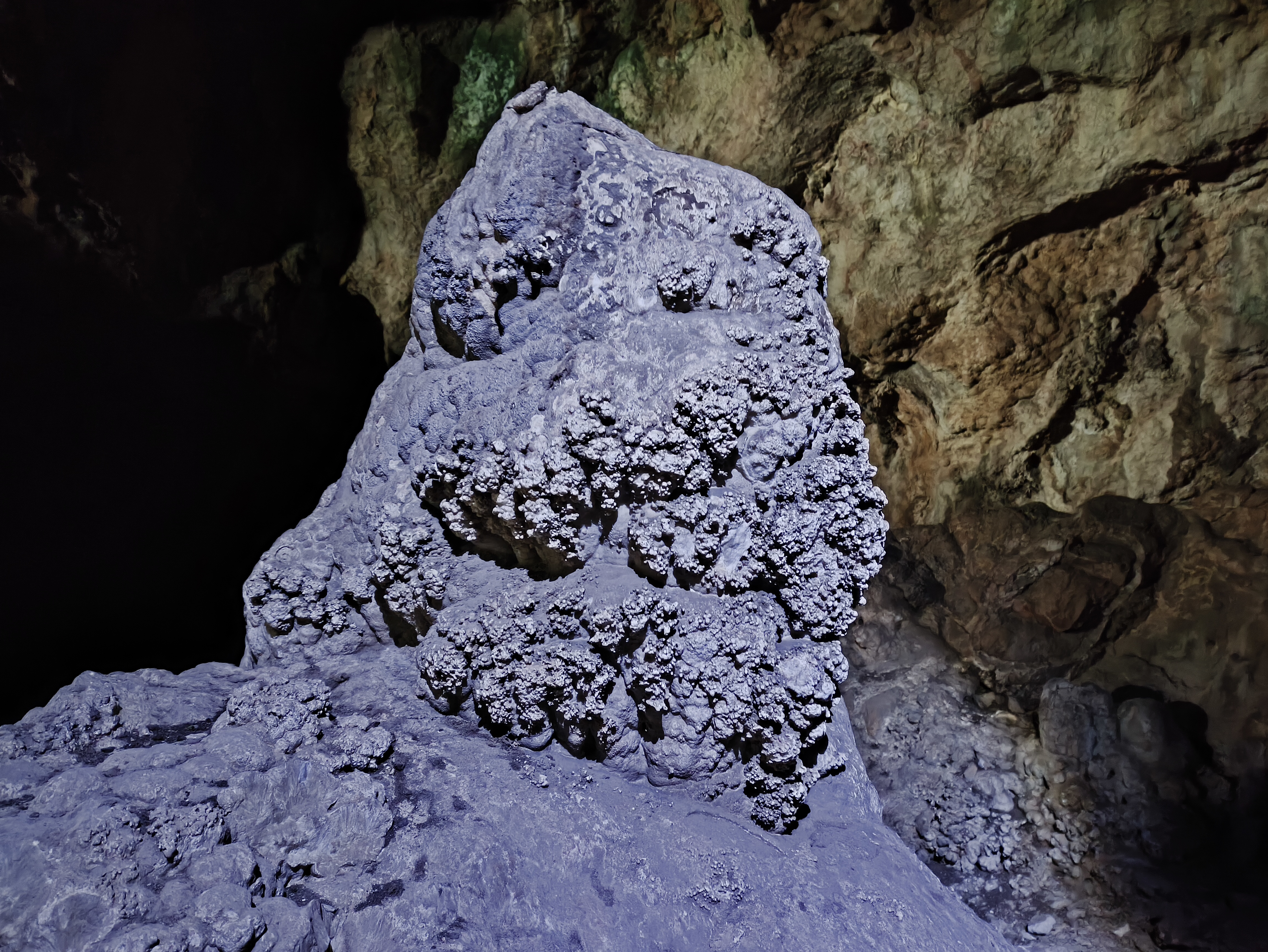
نمایی از غار درونه
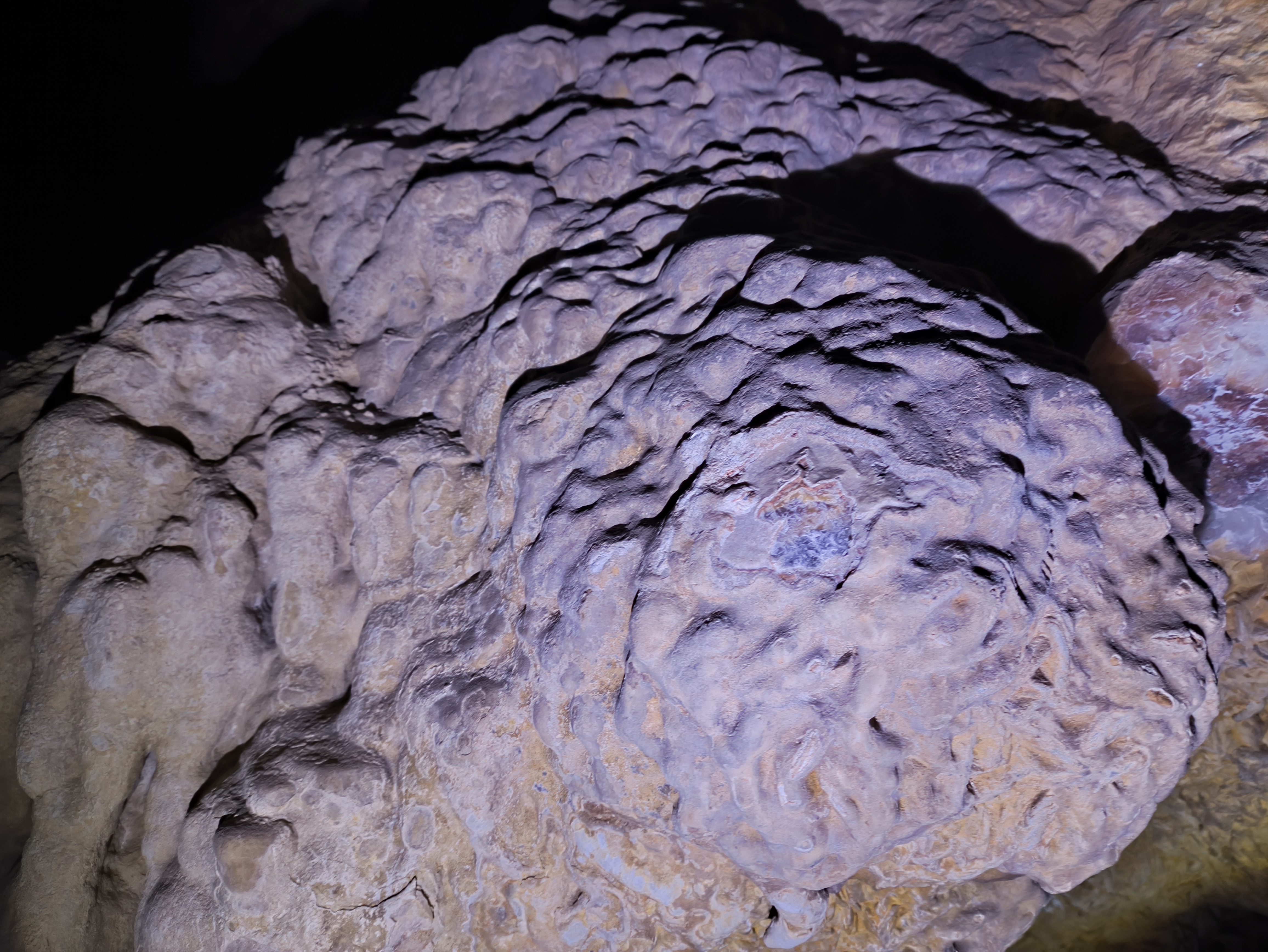
نمایی از غار درونه
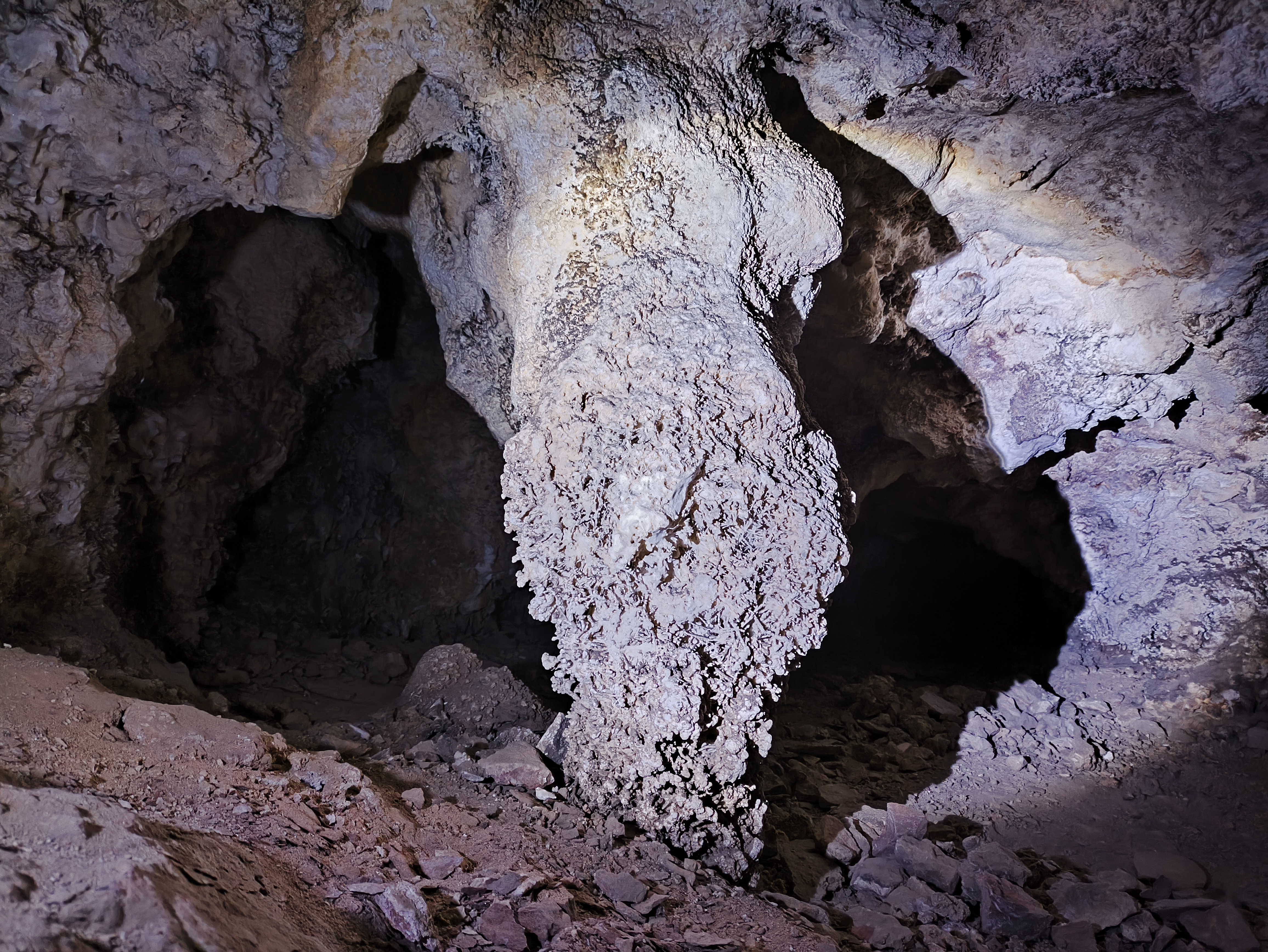
نمایی از غار درونه
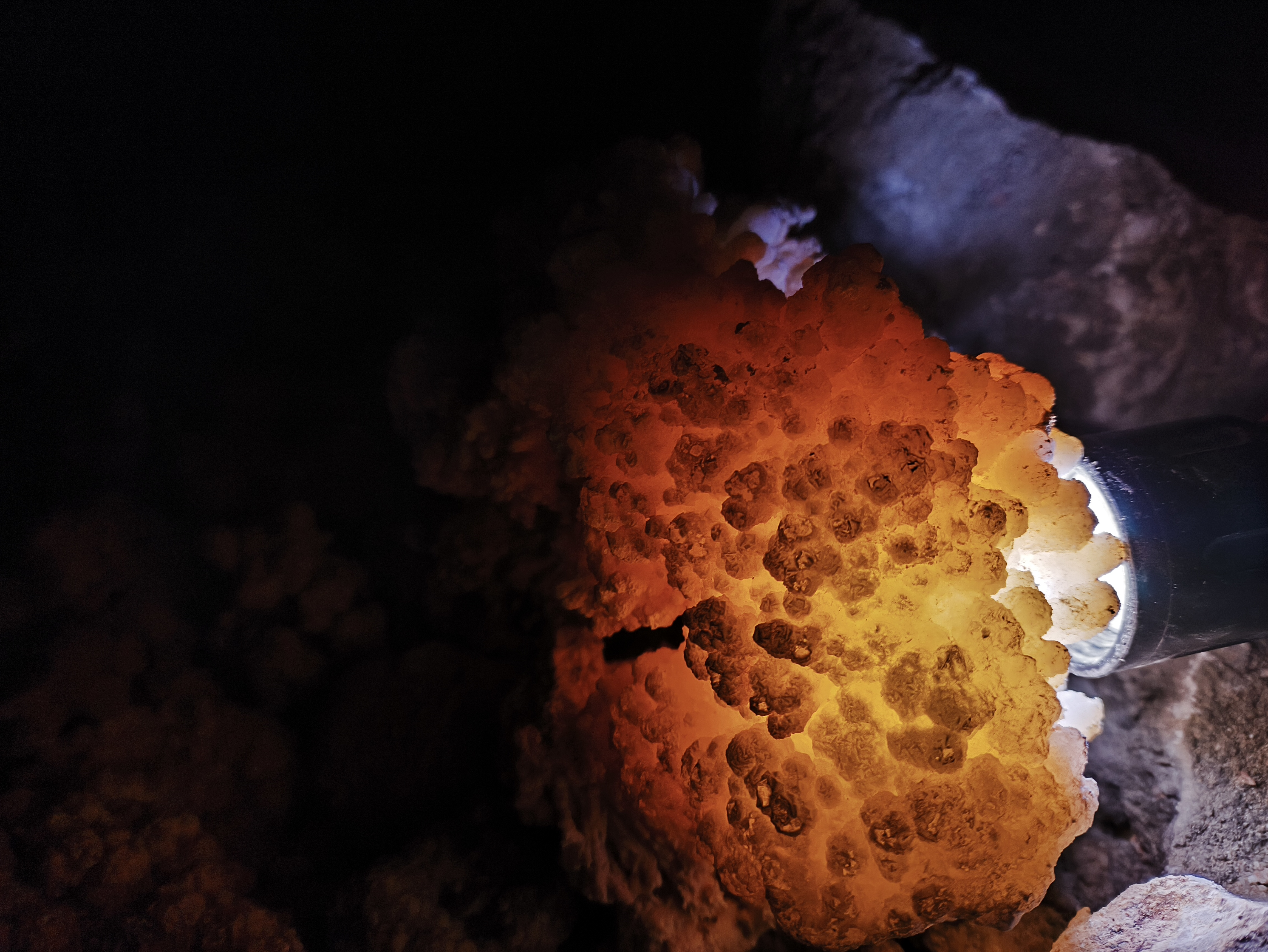
نمایی از غار درونه
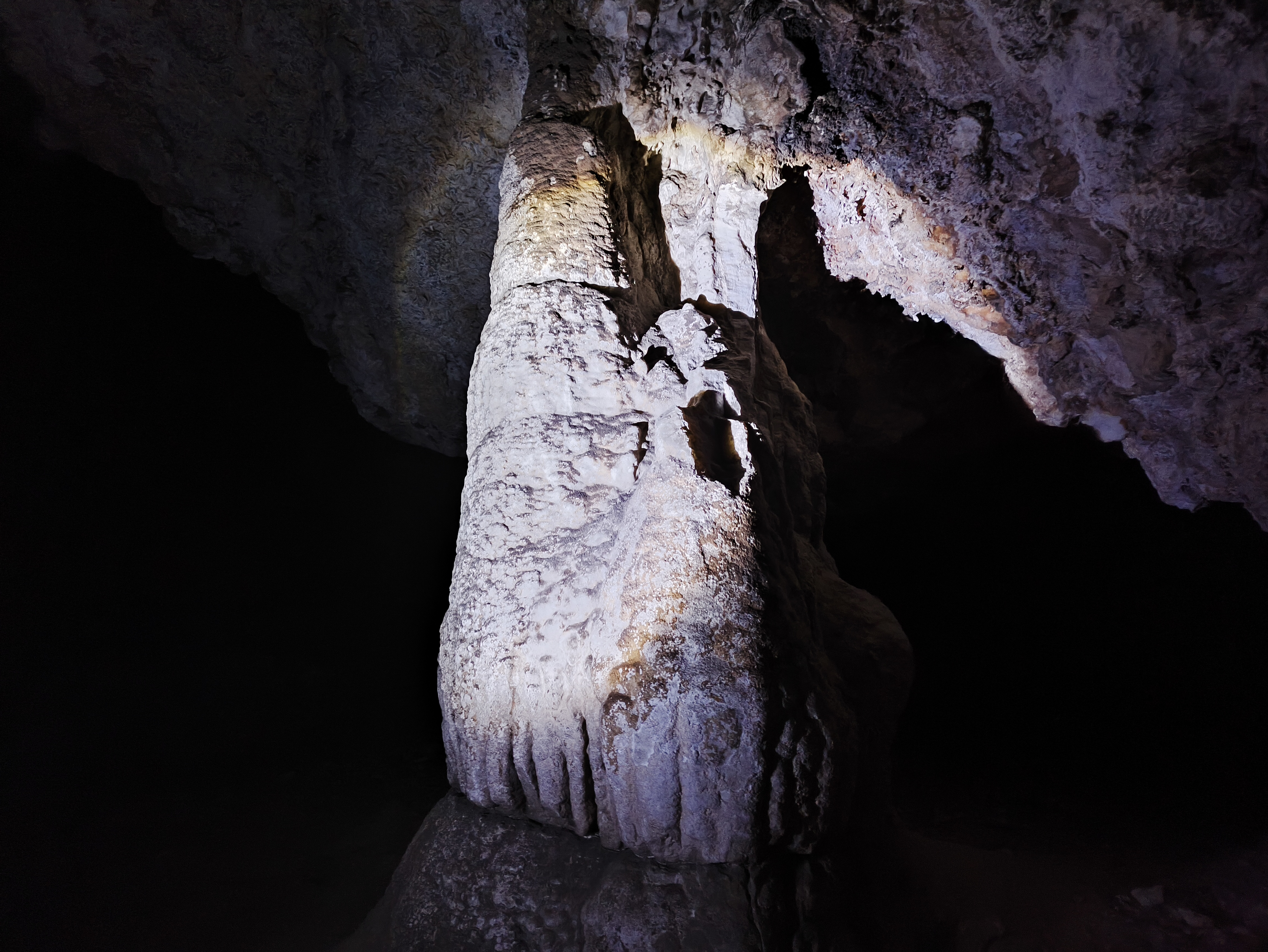
نمایی از غار درونه
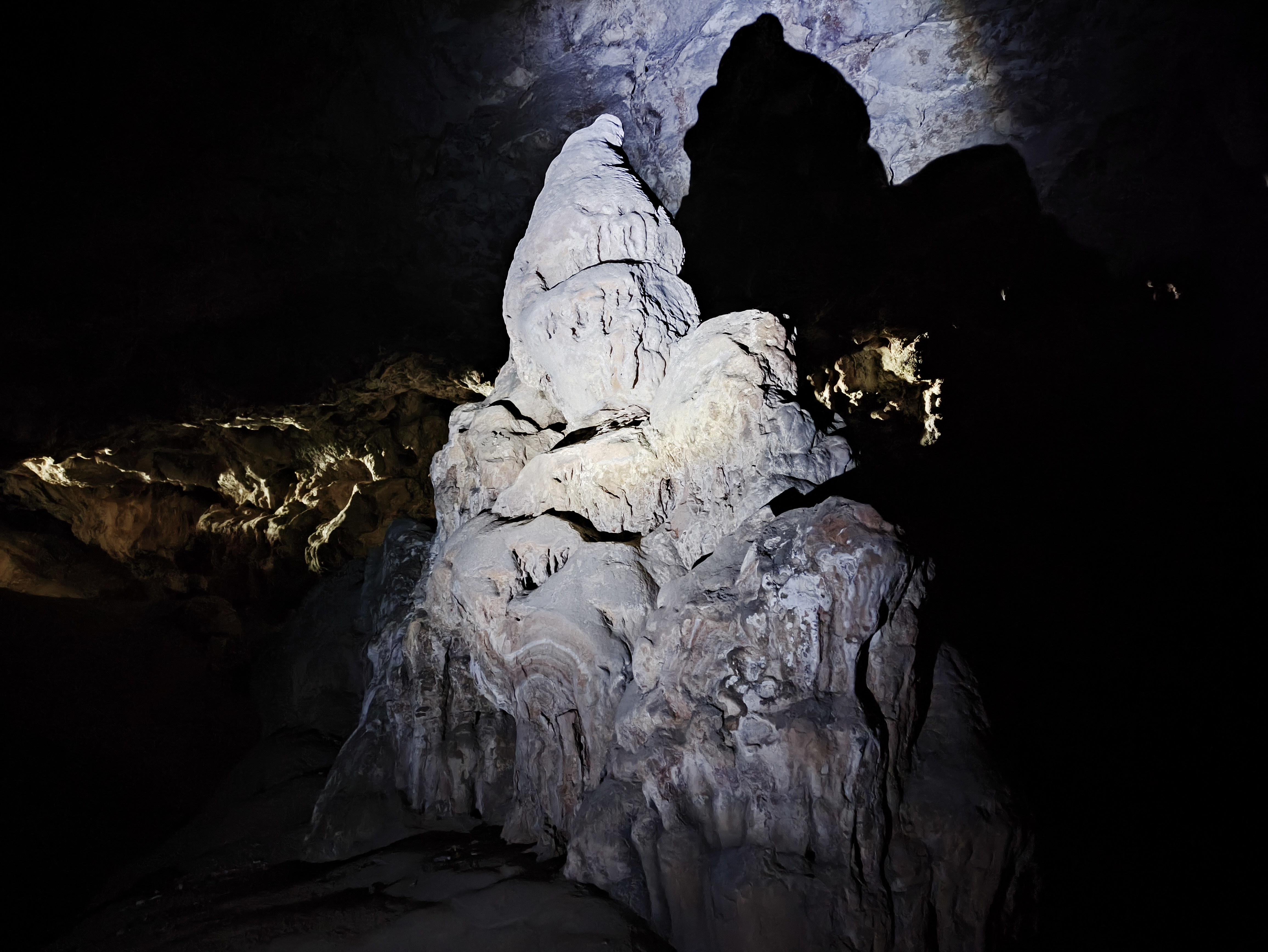
نمایی از غار درونه
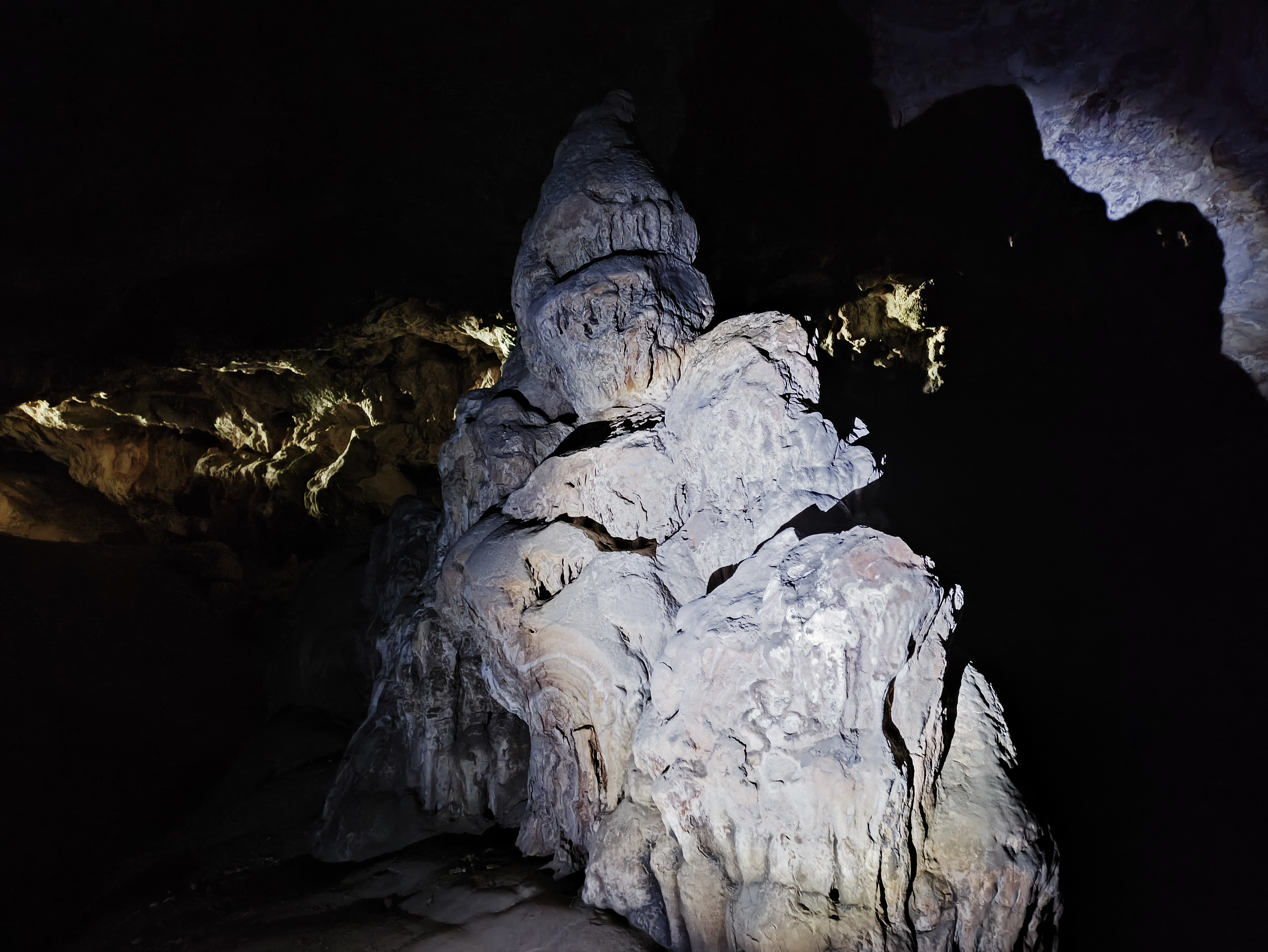
نمایی از غار درونه
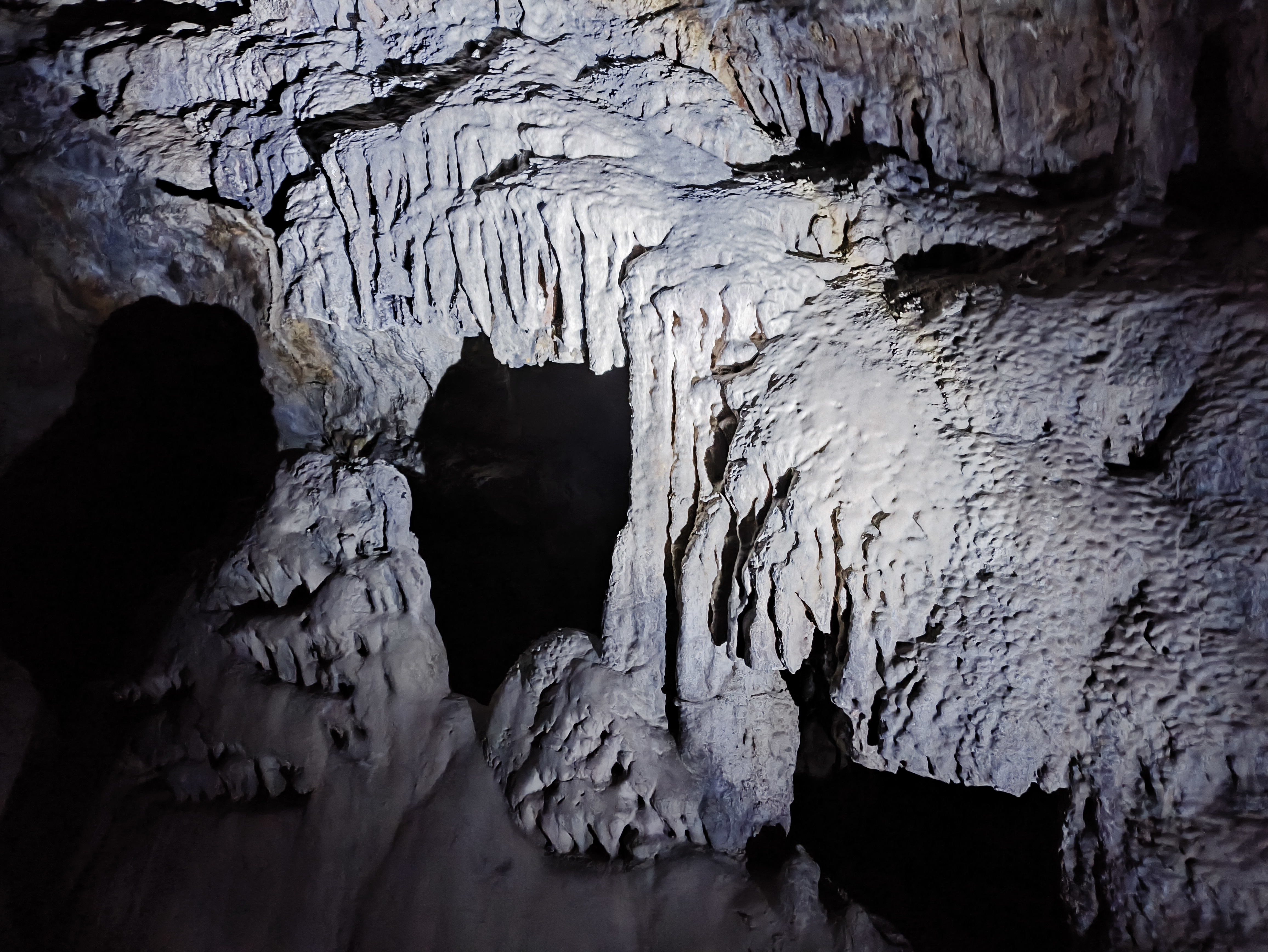
نمایی از غار درونه